# Spoorlijn Hobro - Løgstør
De spoorlijn Hobro - Løgstør was een regionale spoorlijn tussen Hobro en Løgstør van het schiereiland Jutland in Denemarken.

## Geschiedenis
De spoorlijn is geopend door de Danske Statsbaner op 15 juli 1893 met twee treinen per dag per richting. In 1906 werd dit uitgebreid met een derde treinpaar en een vierde treinpaar volgde na een aantal jaren. Na de toenemende concurrentie van het wegvervoer en de vervallen toestand van het tracé rond 1930 was er sprake van om de lijn te ontmantelen. Door de uitbraak van de Tweede Wereldoorlog is de spoorlijn echter behouden. Er werden zwaardere spoorstaven aangebracht en de maximumsnelheid kon omhoog van 45 naar 70 km/h.
Nadat het wegverkeer na de oorlog weer genormaliseerd was nam het aanbod in het dunbevolkte gebied weer af. Op 30 mei 1959 werd het personenvervoer gestaakt. Het gedeelte Ålestrup - Løgstør lijn bleef echter in gebruik als goederenlijn, evenals de lijn Viborg - Ålestrup. In 1999 is ook het laatste gedeelte van de lijn voor het goederenverkeer gesloten.

## Huidige toestand
Thans is de volledige lijn opgebroken.